# Arend van 't Hof
Arend van 't Hof (Hoofddorp, 31 augustus 1933) is een Nederlands voormalig wielrenner. Van 't Hof werd in 1952 tweede in de Ronde van Noord-Holland en derde in de Ronde van Midden-Nederland. Een jaar later eindigde hij als derde in de Omloop der Kempen. In 1956 eindigde hij als derde in het Nederlands kampioenschap wielrennen op de weg bij de elite en won hij een criterium in Kloosterzande. Zijn laatste professionele overwinning behaalde hij in 1957, een criterium in Zundert.
Arend van 't Hof deed namens Nederland mee aan de Olympische Spelen van 1952 in Helsinki, aan de individuele wegwedstrijd. Dankzij zijn goede klassering was hij een van de drie Nederlandse renners waarvan de tijd meedeed in het ploegenklassement.
Op de individuele rit wist hij knap als tiende te eindigen. De Nederlandse ploeg, bestaande uit Van 't Hof, Jan Plantaz en Adri Voorting, eindigde als achtste. Het klassement werd opgemaakt uit de tijden van de drie beste renners per land uit het individuele klassement.

## Overwinningen
1956
- Criterium van Kloosterzande (Amateurs)

1957
- Criterium van Zundert

## Grote rondes
Geen